# Stazione di Venzone (1876)
La stazione di Venzone è stata una fermata ferroviaria della linea Pontebbana posta nel comune di Venzone in provincia di Udine.

## Storia
L'impianto fu inaugurato il 18 dicembre 1876, insieme al tratto Gemona del Friuli-Carnia, continuò il suo esercizio fino al 1992 a seguito delle variante di tracciato a doppio binario, fu sostituita dalla nuova.

## Strutture e impianti
La fermata era composta due binari di incrocio ed un piccolo fabbricato viaggiatori. Non rimane traccia dell'infrastruttura: il fabbricato venne demolito poco dopo la chiusura e i due binari smantellati.